# Jens Ejsing
Jens Rasmussen Ejsing (født 1. oktober 1920 i Jebjerg i Salling, død 27. april 2009 i Sejs) var fra 1950 til 1990 seminarielærer ved Silkeborg Seminarium. Han var uddannet ved Jelling Statsseminarium i 1942 og var lærer i Aarhus fra 1942 til 1950. Jens Ejsing var medlem af det faglige udvalg for legemsøvelser under Studieplansudvalget for læreruddannelsen efter loven af 1966 
Fra barnsben dyrkede Jens Ejsing gymnastikken, som blev et af hans undervisningsfag på seminariet. Derudover var han i en længere periode gymnastikinstruktør.
Også musikken og violinspillet havde han med sig fra sin opvækst, og som amatørviolinist var Jens Ejsing aktiv i Silkeborgs musikliv, fra 1957 som medlem af Silkeborg Kammerorkester.
Fra omkring 1990 udfoldede Jens Ejsing et forfatterskab om sprog og kultur i hans fødeegn, Salling. Det kom bl.a. til udtryk i en erindringsbog i 1994 skrevet på Sallingmål med en ledsagende oversættelse til rigssprog. Lektor Viggo Sørensen fra Institut for Jysk Sprog omtalte bogen som "en detaljeret og nuanceret beskrivelse af et lokalsamfund, som samtidig skønnes repræsentativt for udviklingen i 1920-30' nes danske landsbymiljø" og fremhævede desuden dens sproglige kvaliteter. Ejsing indtalte selv sin dialekttekst som lydbog, dengang distribueret på kassettebånd. Lydbogen er i dag tilgængelig som podcast. I 2005 skrev han en omfattende analyse af barndomsdialekten, "Sallingmålet. Lydlære, grammatik, faste udtryk", som det blev talt i og omkring Oddense nordvest for Skive. Bogen blev udgivet af Peter Skautrup Centret for Jysk Dialektforskning ved Aarhus Universitet.